# Scotty's Junction
Scotty's Junction is een nederzetting in Nye County in de Amerikaanse staat Nevada. Centraal in de plaats bevindt zich de T-splitsing van U.S. Route 95 en Nevada State Route 267. In Scotty's Junction bevindt zich eveneens een indianenreservaat van de Timbisha Shoshone met een oppervlakte van 11 km².
Op 1 augustus 1999 werd Scotty's Junction getroffen door een aardbeving met een kracht van 5,7 op de schaal van Richter. Het epicentrum van de aardbeving lag elf kilometer ten noorden van de plaats.

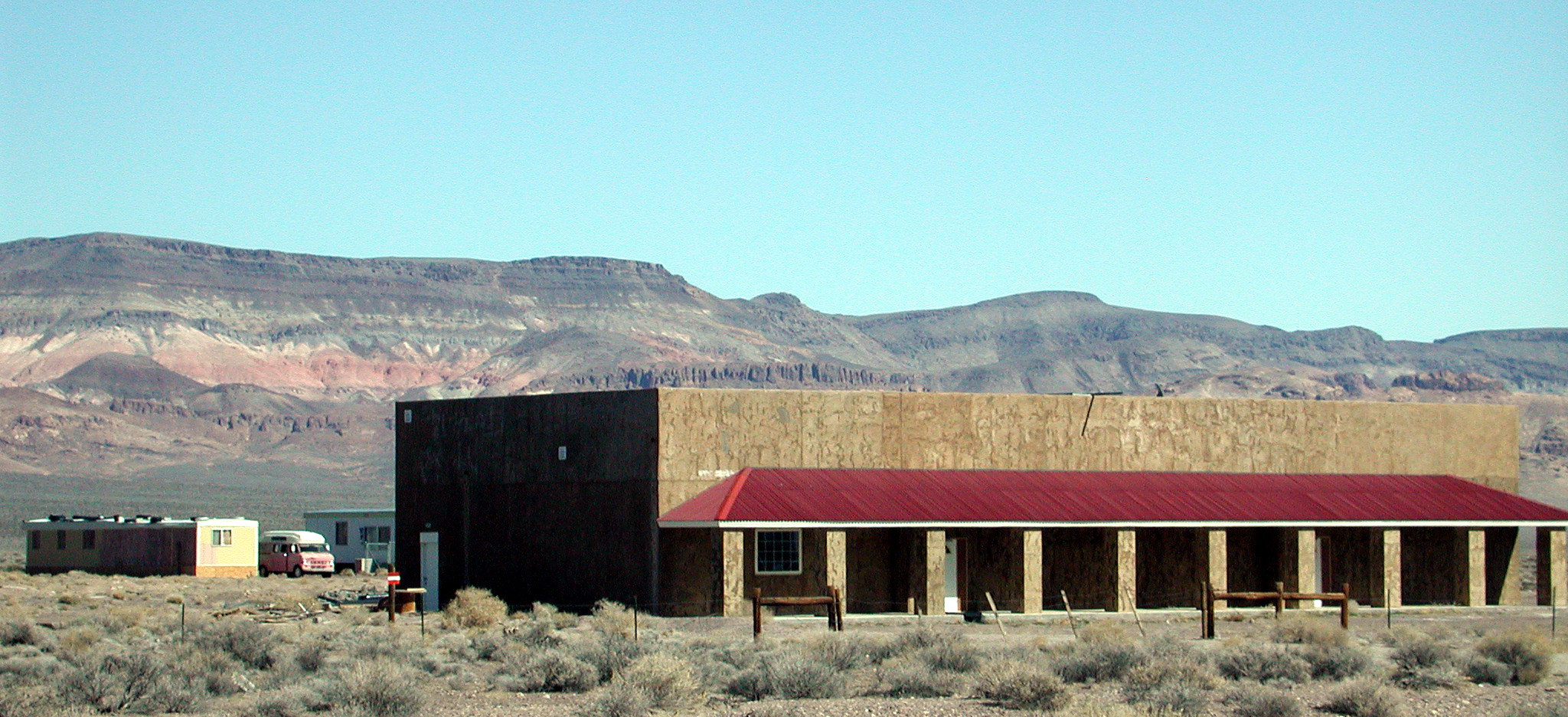
Enkele gebouwen in Scotty's Junction